# DisneyMania 5
DisneyMania 5 é o quinto álbum da coleção DisneyMania, lançado em 27 de março de 2007. Conta com a participação de Drew Seeley, Cheetah Girls, Ashley Tisdale, Lucas Grabeel, Vanessa Hudgens, Jonas Brothers, Miley Cyrus, Corbin Bleu e outros. O álbum alcançou a posição #14 na Billboard 200.

## Faixas
1. Miley Cyrus - Part Of Your World (A Pequena Sereia) - 2:34
2. Corbin Bleu - Two Worlds (Tarzan) - 3:35
3. The Cheetah Girls - So This Is Love (Cinderela) - 3:39
4. Jonas Brothers - I Wanna Be Like You (Mogli - O Menino Lobo) - 2:45
5. Jordan Pruitt - When She Loved Me (Toy Story 2) - 3:19
6. Ashley Tisdale - Kiss the Girl (A Pequena Sereia) - 3:24
7. T-Squad - The Second Star to the Right (Peter Pan) - 2:51
8. Hayden Panettiere - Cruella De Vil" (101 Dálmatas) - 3:16
9. Vanessa Hudgens - Colors of the Wind (Pocahontas) - 3:58
10. Lucas Grabeel - Go the Distance (Hércules) - 3:49
11. B5 - Siamese Cat Song (A Dama e o Vagabundo) - 3:06
12. Everlife - Reflection (Mulan) - 3:42
13. Go-Go's - Let's Get Together (Operação Cupido) - 2:37
14. Keke Palmer - True to Your Heart (Mulan) - 3:22
15. Drew Seeley - Find Yourself (Carros) - 3:21

## Videoclipes
- "So This is Love"  (Cinderela)  - The Cheetah Girls
- "Kiss The Girl"  (A Pequena Sereia)  - Ashley Tisdale
- "The Second Star To The Right"  (Peter Pan)  - T-Squad
- "I Wanna Be Like You"  (Mogli - O Menino Lobo)   - Jonas Brothers

## Paradas musicais
| Parada (2007)  | Melhor posição |
| -------------- | -------------- |
| Billboard 200  | 14             |
| Top Kids Audio | 1              |